# Narodowo-Demokratyczny Ruch na rzecz Niepodległej Litwy
Narodowo-Demokratyczny Ruch na rzecz Niepodległej Litwy (lit. Nacionaldemokratinio judėjimo už nepriklausomą Lietuvą) – litewska partia polityczna o charakterze narodowym i eurosceptycznym założona w 1997 roku. 
Jej głównym celem było niedopuszczenie do członkostwa w Unii Europejskiej, choć partia opowiadała się np. za integracją z NATO. Inicjatorem i wieloletnim przywódcą ugrupowania był Rimantas Smetona. 